# CTP sintase
CTP sintase é uma enzima envolvida na biossíntese de pirimidina que interconverte UTP e CTP.

## Mecanismo de reação
CTP (trifosfato de citidina ou citidina trifosfato) sintetase catalisa a última etapa comprometida na biossíntese de nucleotídeos de pirimidina:
ATP + UTP + glutamina → ADP + Pi + CTP + glutamato
É a enzima limitante da taxa para a síntese de nucleotídeos de citosina de ambas as vias de recuperação "de novo" e de uridina.
A reação prossegue pela fosforilação dependente de ATP de UTP no átomo 4 de oxigênio, tornando o 4 de carbono eletrofílico e vulnerável à reação com amônia. A fonte do grupo amino no CTP é glutamina, que é hidrolisado em um domínio de glutamina amidotransferase para produzir amônia. Este é então canalizado através do interior da enzima para o domínio da sintetase. Aqui, a amônia reage com o intermediário 4-fosforilo UTP.

## Isozimas
Duas isozimas com atividade de CTP sintase existem em humanos, codificados pelos seguintes genes:
- CTPS – CTP sintase 1
- CTPS2 – CTP sintase 2